# Kriegerdenkmal Arendsee (Altmark)

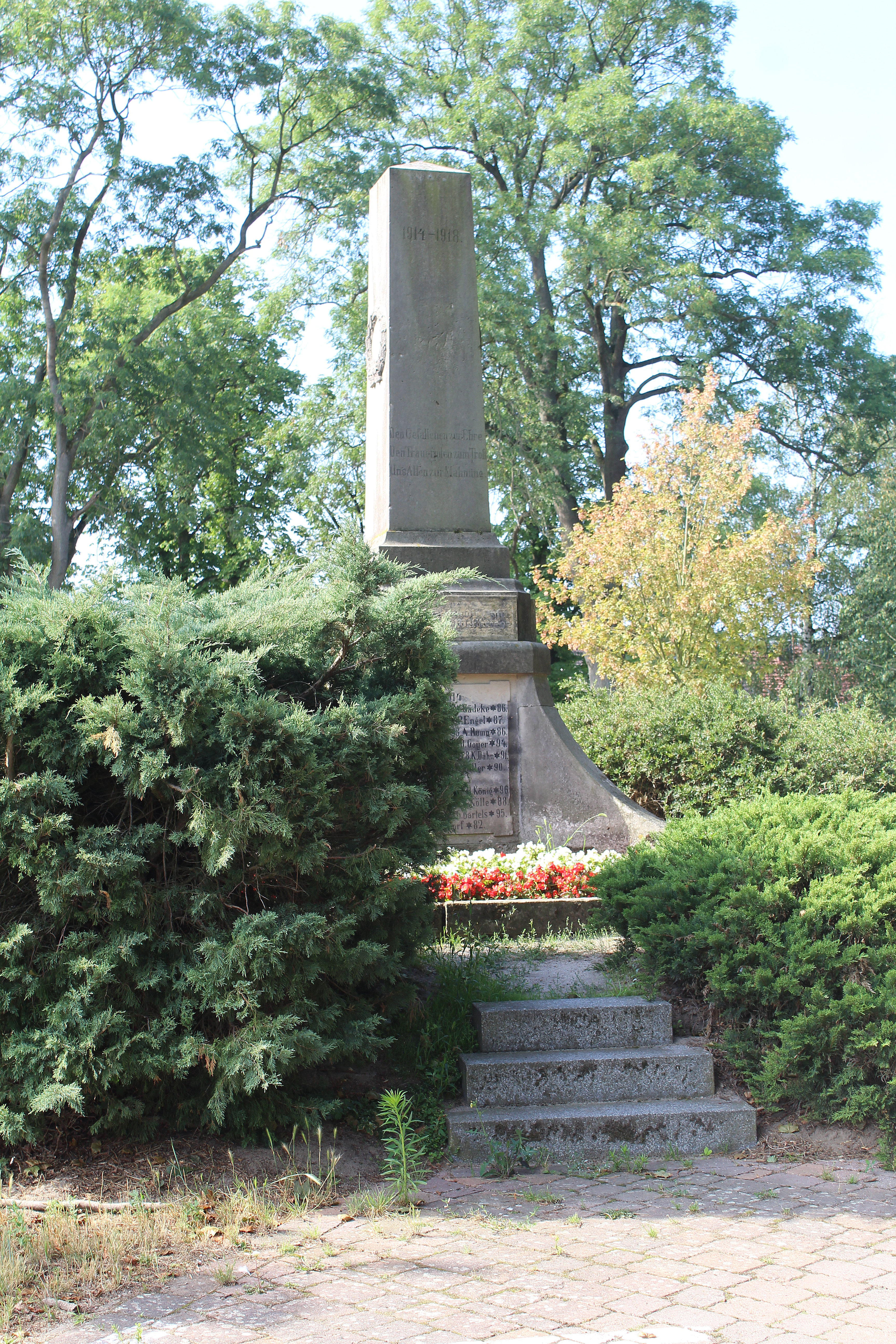
Kriegerdenkmal für die Gefallenen beider Weltkriege in Arendsee

Das Kriegerdenkmal Arendsee ist ein denkmalgeschütztes Kriegerdenkmal der Gemeinde Arendsee in Sachsen-Anhalt. Im örtlichen Denkmalverzeichnis ist das Kriegerdenkmal unter der Erfassungsnummer 094 61197 als Baudenkmal verzeichnet.

## Allgemeines
Bei dem Denkmal, in der Grünanlage nördlich der Straße Hohe Warthe, handelt es sich um einen stumpfen Obelisken auf einem Sockel. An allen vier Seiten des Sockels befinden sich Gedenktafeln, auf denen der 75 Kriegstoten des Ersten Weltkrieges des Ortes gedacht wird. Nach dem Zweiten Weltkrieg wurden Sandsteintafeln für die Opfer der beiden Weltkriege, die Gefallenen und Toten in der Gefangenschaft des Zweiten Weltkrieges, die Toten durch Verschleppung und Vertreibung sowie die internationalen Opfer der Diktaturen hinzugefügt.

## Inschrift
Obelisk
Sandsteintafeln